# Nurachi
Nurachi ist eine italienische Gemeinde (comune) mit 1660 Einwohnern (Stand 31. Dezember 2023) in der Provinz Oristano auf Sardinien. Die Gemeinde liegt etwa 8,5 Kilometer nordwestlich von Oristano am Stagno di Cabras.

## Verkehr
Durch die Gemeinde führt die Strada Statale 292 Nord Occidentale Sarda von Alghero nach Massama.